# Народна сила
Народна сила (на испански: Fuerza Popular) е дясноцентристка консервативна политическа партия в Перу.
Създадена е през 2010 година от привърженици на бившия президент Алберто Фухимори в навечерието на неуспешната канидадтпрезидентска кампания на неговата дъщеря Кейко Фухимори. На изборите през 2016 година партията печели мнозинство в парламента, но Фухимори отново губи президентските избори с малка разлика на втория тур.